# ۷۷ دلو
۷۷ دلو یک ستاره است که در صورت فلکی دلو قرار دارد.